# Hemicythere conradi
Hemicythere conradi is een mosselkreeftjessoort uit de familie van de Hemicytheridae. De wetenschappelijke naam van de soort is voor het eerst geldig gepubliceerd in 1935 door Howe & McGuirt.